# Beta Herculis
β Herculis (Beta Herculis, kurz  β Her) ist ein Stern im Sternbild Herkules. Mit einer scheinbaren Helligkeit von 2,77 mag ist er der hellste Stern im Herkules. Die Entfernung beträgt ca. 140 Lichtjahre. Der Stern trägt den historischen Eigennamen Kornephoros („Keulenträger“).
Bei β Her handelt es sich um einen einlinigen spektroskopischen Doppelstern mit einer Umlaufzeit von 1,1254 ± 0,0001 Jahren (411,04 ± 0,04 Tage) und einer Exzentrizität von e = 0,5613 ± 0,0010. Interferometrische Messungen mit dem Mark III Stellar Interferometer (Mount-Wilson-Observatorium) ergaben eine Masse des Hauptsterns von 2,9 M⊙, eine Masse des Begleiters von 0,9 M⊙ und scheinbare Helligkeiten der Komponenten von 2,8 mag und 6,5 mag. Außerdem wurde die große Halbachse zu a = 62,1 ± 0,2 mas, die Bahnneigung zu i = 100,2 ± 0,1° und die Länge des aufsteigenden Knotens zu Ω = 9,2 ± 0,4° gemessen. Von Hipparcos wurde β Her auch als astrometrischer Doppelstern erfasst. Der aus den Hipparcos-Daten berechnete astrometrische Orbit unterscheidet sich aber deutlich (a = 11,37 ± 0,51 mas, i = 53,8 ± 1,3°, Ω = 341,9 ± 3,8°).
Der Hauptstern des Systems ist ein Riesenstern vom Spektraltyp G7. Er besitzt einen Radius von 16 R⊙, eine effektive Temperatur von ca. 5090 K und eine Leuchtkraft von ca. 150 L⊙.